# Resident Evil: Dispariția
Resident Evil: Dispariția (Resident Evil: Extinction) este un film de groază științifico-fantastic de acțiune din 2007. Este al treilea film adaptat din seria de jocuri Resident Evil. Filmul a fost un succes la box office, cu toate că a primit recenzii negative de la criticii de specialitate.

## Prezentare
După câțiva ani de la dezastrul din Raccoon City, Alice este pe cont propriu; conștientă de faptul că are o misiune de îndeplinit și că poate pune în pericol pe cei din jurul său, ea se luptă să supraviețuiască și să distrugă corporația Umbrella condusă de sinistrul Albert Wesker și de șeful cercetătorilor, dr. Isaacs. Între timp, călătorind prin deșertul Nevada și prin ruinele Las Vegas-ului, Carlos Olivera, L.J. și noii supraviețuitori K-Mart, Claire Redfield și Nurse Betty trebuie sa lupte pentru a supraviețui împotriva hoardelor de zombi, ciori ucigașe și cele mai înfricoșătoare creaturi create ca rezultat al virusului-T, cel care a ucis milioane de oameni.

## Actori
- Milla Jovovich - Alice
- Ali Larter - Claire Redfield
- Oded Fehr - Carlos Olivera
- Mike Epps - Lloyd Jefferson "L.J." Wade
- Spencer Locke - K-Mart
- Ashanti - Betty
- Linden Ashby - Chase
- Christopher Egan - Mikey
- Joe Hursley - Otto
- Iain Glen - Dr. Isaacs
- Matthew Marsden - Alexander Slater
- Jason O'Mara - Albert Wesker
- Madeline Carroll - White Queen
- Valorie Hubbard - Ma
- Rusty Joiner - Eddie
- Ramón Franco - Runty
- Shane Woodson - Piggy
- Geoff Meed - Pock Mark
- Gary A. Hecker - Tyrant Vocal (voce)
- Brian Steele - Rancid / Tyrant

## Vezi și
- Listă de filme cu zombi